# Chelmon
Chelmon – rodzaj morskich ryb z rodziny chetonikowatych (Chaetodontidae). Hodowane w akwariach morskich.

## Występowanie
Tropikalne wody zachodniego Pacyfiku.

## Klasyfikacja
Gatunki zaliczane do tego rodzaju:
- Chelmon marginalis
- Chelmon muelleri
- Chelmon rostratus – pensetnik dwuoki[3]

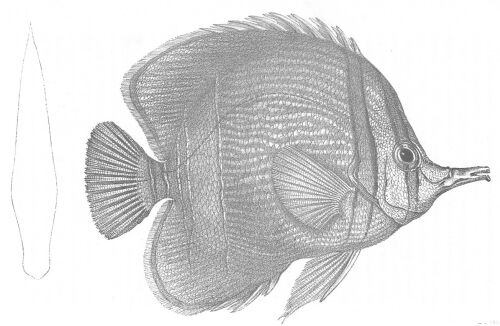
Chelmon marginalis